# Venus födelse (Bouguereau)
Venus födelse (franska: Naissance de Vénus) är en oljemålning av den franske konstnären William-Adolphe Bouguereau. Den målades 1879, ställdes ut på Parissalongen och inköptes av franska staten samma år. Den är idag utställd på Musée d'Orsay i Paris. 
Venus födelse är ett klassiskt motiv som har återgetts i konsten många gånger. Bouguereau, den franska akademiska konstens portalfigur, hyllar här tidigare mästare som Sandro Botticelli (Venus födelse), Rafael (Galateas triumf) och Jean-Auguste-Dominique Ingres (Venus anadyomene). Bilden visar hur Venus föds ur vågornas skum vid Pafos strand och stiger upp ur ett snäckskal som dras av en delfin. Hon är omgiven av putti och nymfer. Till höger i bild blåser vindguden Zefyros i sitt horn av musselskal.